# خواهران راهبه تیمارگر فرانسیسکان

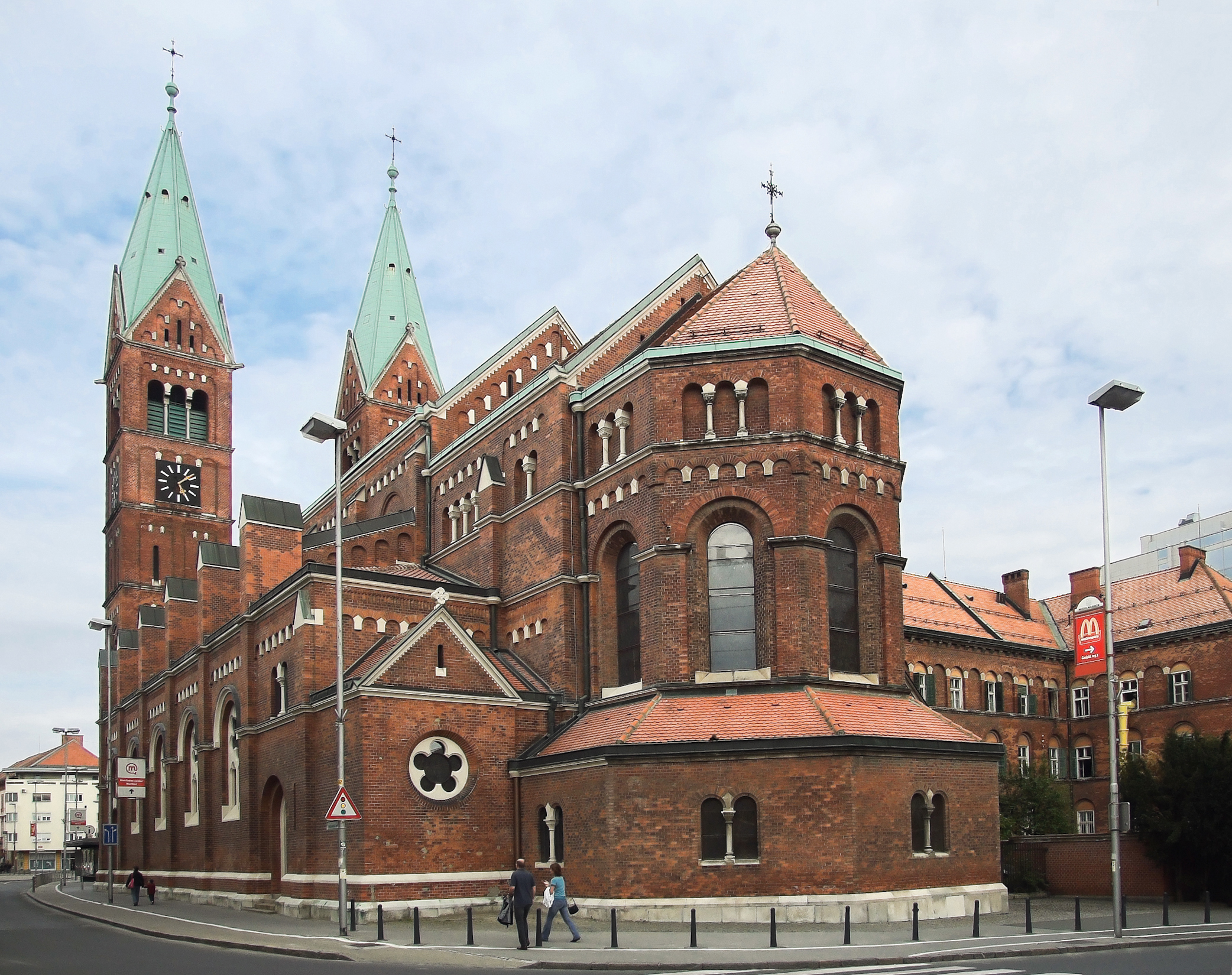
کلیسای فرانسیسکان مادر مقدس در ماریبور، اسلوونی.

خواهران راهبه تیمارگر فرانسیسکان (انگلیسی: Franciscan Hospitaller Sisters of the Immaculate Conception) اعضای یک مؤسسه مذهبی کاتولیک خواهران پاکدامن بودند که در سال ۱۸۷۱ در پرتغال تأسیس شد. آن‌ها از فرمان سوم نظم عمومی فرانسیس آسیزی پیروی می‌کنند؛ و همان‌طور که اصطلاح «تیمارگر» نشان می‌دهد، خدماتشان را روی مراقبت‌های پزشکی متمرکز کردند. گیرایی آن‌ها بر مهمان نوازی شان مانند سامری نیکوکار است. به همین منظور پیش اسم هر خواهری با همین مضمون نیکوکاری نوشته می‌شود «F.H.I.C»
مأموریت این راهبه‌ها، همان‌طور که مادر مؤسس این مؤسسه، مادر ماریا کلارا بیان کرده‌است، «انجام دادن کار خوب است که باید به خوبی انجام گیرد». این کلمات راه را برای انواع زیادی از راه‌های مختلف از جمله آموزش و پرورش، آموزش شفاهی، مراقبت‌های بهداشتی، کارهای انسانی، کمک به سالمندان، کارهای مسیحی مثل اجرای یتیم خانه‌ها، کمک به مهاجران و کمک به بی خانمان‌ها هموار می‌کند. نیازهای محلی در هر صومعه ای که دفاتر رسمی خواهران هست و در آن زندگی می‌کنند، تأمین می‌شود، اگرچه معمولاً هر خواهر می‌تواند زمینه مورد نظر خود را برای خدمت معین کند. به‌طور معمول یونیفرمی که خواهران می‌پوشند خاکستری است، اما آن دسته از خواهرانی که مراقبت‌های بهداشتی را دنبال می‌کنند و در حین انجام کار یونیفرم سفید می‌پوشند.
زندگی و دعای روزانه خواهران شامل یک ساعت آیین عشای ربانی، مراسم ربانی و رزاری (تسبیح) است.

## تاریخچه
در ۱۵ ژوئن ۱۸۴۳ «لیبانیا دوکارمو گالوائو مکسیا دمورا» در آمادورا، پرتغال متولد شد. او فرزند سوم از هفت فرزند یک خانواده مسیحی نجیب و مؤمن بود، دوران کودکی خیلی خوبی داشت تا اینکه در سال ۱۸۵۶ به ناگهان پدر و مادرش را به دلیل ابتلا به بیماری هاری و تب زرد از دست داد. در سن ۱۴ سالگی به مدرسه شبانه‌روزی یتیم‌های نجیب رفت و در سال ۱۸۸۲ هنگامی که دختران خیریه به خاطر وجود قوانین مخالف کلیسا به او یاد دادند از پرتغال خارج شود؛ برای پنج سال به تلسه آلبوکرک رفت، سپس در کاخ مارکی والادا زندگی کرد. در سال ۱۸۶۹ در سن ۲۶ سالگی، زندگی مذهبی را با گزیدن اینکه راهبه کاپوسن از حواریون فرانسیکان شود آغاز کرد و اسم خود را «خواهر ماریا کلارا از عیسی مسیح» گرفت. او به زودی خواستار تشکیل یک جامعه جدید شد تا به مردم فقیر پرتغال که طی ناآرامی‌های سیاسی مجروح شده بودند خدمت کند و حمایت مقام مذهبی آنخوس بیرائو را به دست آورد، ماریا کلارا به کاله (فرانسه) رفت تا خواهران مذهبی کار آموزی امور بیمارستانی را در همان شهر یاد بگیرند؛ و وقتی کارآموزی خواهران به اتمام رسید، مقدمات تشکیل مرکز تیمارگر در فرانسه در ۱۴ آوریل ۱۸۷۱ را آغاز کرد، او اولین پله از جامعه جدیدی که می‌خواست بسازد را در ۳ مه ۱۸۷۱ در لیسبون درست کرد و در ۳ آوریل ۱۸۷۱ بیمارستانی در منطقه فقیرنشین به نام «جمعیت خواهران تیمارگر برای عشق به خدا» را تأسیس کرد. پنج سال بعد، در تاریخ ۲۷ مارس ۱۸۷۶، جمعیت خواهران راهبه تیمارگر فرانسیسکان توسط پاپ پیوس نهم رسمیت یافت و به تصویب رسید.
علیرغم سختی‌های بسیار، مؤسسه دینی جدید همچنان به سرعت در حال رشد بود و کلیساهای بیشتری در امتداد آن تشکیل شد. تعداد زیادی از افراد بیمار، فقیر و یتیم در خانه‌هایی که خواهران برای پناه دادن و مراقبت از آن‌ها باز می‌کردند، امداد رسانی شدند. در سال ۱۸۸۶، خواهران خدمات خود را به گوا مستعمره پرتغال، که اکنون بخشی از کشور هند است، گسترش دادند.
در ۱ دسامبر ۱۸۹۹، مادر ماریا کلارا درگذشت. آثار او در کلیسای کوچک این مادر بزرگ در لیسبون هست، جایی که بسیاری از مردم هنوز مراسم دعا برگزار کرده و از او شفاعت می‌خواهند. او در ۲۱ مه سال ۲۰۱۱ توسط پاپ بندیکت شانزدهم به قدیس شدن نائل شد، اما روند فحاشی علیه او همچنان ادامه دارد.

## میراث
این کنفدراسیون بین‌المللی در حال حاضر در پانزده کشور معرفی شده‌است.

## ایالات متحده
در ایالات متحده، خواهران راهبه تنها در ایالت کالیفرنیا در محدوده کلیسای اسقف‌های سن خوزه، فرزنو و مونتری مستقر هستند. خواهران تیمارگر مهاجران پرتغالی برای اولین بار در سال ۱۹۶۰ به ایالات متحده آمدند. این خواهران مدارس مذهبی را اداره کرده و تدریس می‌کنند، اما کار و تحصیلات آن‌ها به تعلیم و تربیت و همبستگی با دکترین مسیحی و تعلیم بزرگسالان و افزایش ایمان آن‌ها بستگی دارد. اکثر خواهران کالیفرنیا در حال حاضر در مراقبت‌های درمانی شرکت دارند. در لوس بانونس کالیفرنیا، یازده خواهر در حال حاضر زندگی می‌کنند، خواهران برای مراقبت و پرستاری سالمندان از خانه‌های غیرانتفاعی استفاده می‌کنند. این خانه‌ها بیت لحم جدید نامیده می‌شود که در ۱۹۹۹ افتتاح شد با تداعی روستای بیت لحم که عیسی مسیح در آنجا بود. خواهرها از طریق دیدارهای مداوم و برگزاری مراسم دعا نیازهای روحی خود را مورد توجه قرار می‌دهند. خواهران در سه شهر ایالت کالیفرنیا از بیماران دیدن کرده و پیام کلیسای مقدس را به آن‌ها می‌رسانند. ایالتهای آمریکا بسیار کوچکتر از ۱۵مرکز خواهران در سراسر جهان است، با این حال تبلیغ سبک زندگی خود را در میان زنان جوان که در معرض دین و مذهب قرار دارند، مورد توجه قرار می‌دهند. صومعه مسیحی که در سن خوزه قرار دارد به عنوان مرکز اشتغال آمریکاییان تعیین شده‌است.